# Lolita Cuevas
Lolita Cuevas (1910-1994) là một ca sĩ và diễn viên người Puerto Rico. Công việc của cô với tư cách là một giọng ca được dựa trên một bản tóm tắt các bài hát Caribbean và những diễn giải của cô về chúng được coi là một phần cơ bản trong lịch sử âm nhạc Haiti.

## Tiểu sử
Lolita Cuevas sinh ra ở Mayagüez năm 1910. Gia đình cô chuyển đến Haiti khi cô hai tuổi, nơi cô trải qua thời thơ ấu.
Năm mười lăm tuổi, cô đã tổ chức buổi hòa nhạc đầu tiên với tư cách là một ca sĩ chuyên nghiệp ở Port-au-Prince. Từ đó, sự nghiệp của cô cất cánh, và cô thường xuyên hát cho đài phát thanh và các buổi hòa nhạc quanh vùng Caribbean, Mỹ Latinh và Hoa Kỳ.
Năm 1941, cách giải thích của bà về La Borinqueña trở nên phổ biến ở Puerto Rico và bà đã thu âm các phiên bản "In My Old San Juan" bằng tiếng Pháp và Creole.
Năm 1953, cô đã thu âm album "Bài hát dân gian Haiti" với guitarist và người sắp xếp Frantz Casseus.